# Яніцький Кирило Владиславович
Кирило Владиславович Яніцький (нар. 12 листопада 2003, Україна) — український футболіст, центральний півзахисник угорського клубу «Академія Пушкаша II». Має також угорське громадянство.

## Життєпис
У ДЮФЛУ та юнацьких регіональних змаганнях виступав за «Чорноморець» (Одеса), ФСК «Іллічівець» (Чорноморськ) та МФА (Мукачево).
У 2020 році виїхав до Угорщини, де спочатку виступав за юнацьку команду «Кішварди». Згодом опинився в струтурі «Академії Пушкаша», виступав за юнацьку (U-19) та резервну команду. За першу команду «Академії Пушкаша» дебютував 11 листопада 2021 року в переможному (3:0) домашньому поєдинку 16-го туру чемпіонату Угорщини проти «Дьїрмота», в якому на 82-й хвилині вийшов на поле замість Йоеля ван Неффа. Загалом у першій команді зіграв 1 матч. У сезоні 2022/23 років виступав в оренді за «Чаквар». Наприкінці червня 2023 року повернувся до «Академії Пушкаша», але майже одразу ж був переведений до резервної команди.

## Статистика виступів

### Клубна
Станом на 20 березня 2023 року
| Клуб               | Сезон             | Ліга                 | Ліга  | Ліга | Кубок | Кубок | Єврокубки | Єврокубки | Інші  | Інші | Загалом | Загалом |
| Клуб               | Сезон             | Дивізіон             | Матчі | Голи | Матчі | Голи  | Матчі     | Голи      | Матчі | Голи | Матчі   | Голи    |
| ------------------ | ----------------- | -------------------- | ----- | ---- | ----- | ----- | --------- | --------- | ----- | ---- | ------- | ------- |
| «Академія Пушкаша» | 2021-22           | Немзеті Байноскаґ I  | 1     | 0    | 0     | 0     | 0         | 0         | 0     | 0    | 1       | 0       |
| «Чаквар» (оренда)  | 2022–23           | Немзеті Байноскаґ II | 25    | 0    | 0     | 0     | 0         | 0         | 0     | 0    | 25      | 0       |
| Усього за кар'єру  | Усього за кар'єру | Усього за кар'єру    | 26    | 0    | 0     | 0     | 0         | 0         | 0     | 0    | 26      | 0       |